# Gunnar Norling (konstnär)
Erik August Gunnar Norling, född 31 januari 1905 i Huskvarna i Hakarps församling, död 20 februari 1964 i Karlskoga, var en svensk folkskollärare, tecknare, grafiker och målare.
Han var son till vapenarbetaren Erik Norling och Hilma Sahlström samt från 1948 gift småskolläraren Karin Jonsson. Norling var som konstnär autodidakt och företog i studiesyfte resor till Tyskland, Nederländerna, och Italien i början av 1950-talet. Separat ställde han ut i Huskvarna 1959 och han medverkade sedan 1957 i Örebro läns konstförenings samlingsutställningar på Örebro läns museum och i föreningens höstutställningar i Karlskoga. Hans konst består av figurer, porträtt och landskapsskildringar utförda i tusch, torrnål, etsning, pastell samt akvarell.